# Agénésie
L'agénésie est l'absence de formation d'un organe ou d'un membre lors de l'embryogenèse. C'est un trouble de l'organogenèse.

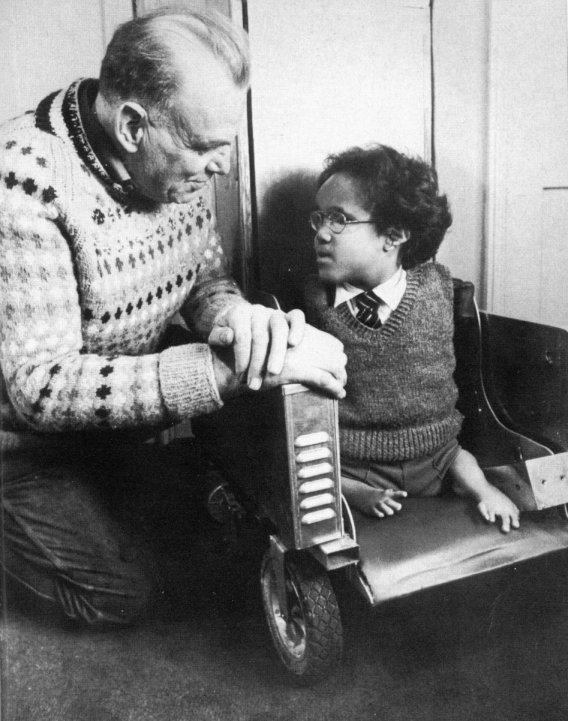
Un enfant atteint de phocomélie (dans ce cas due au thalidomide).

De nombreux organes sont susceptibles d'être touchés par une agénésie : dents, poumons, reins, corps calleux (agénésie du corps calleux), cerveau (anencéphalie), oreille, thyroïde, glandes salivaires, vésicule biliaire ovaires, veine cave,, membres, certaines vertèbres etc. 
Dans les pays riches, les agénésies des membres sont aujourd'hui détectées à l'échographie. Ce diagnostic prénatal permet de mieux préparer les parents,.

## Agénésie des membres

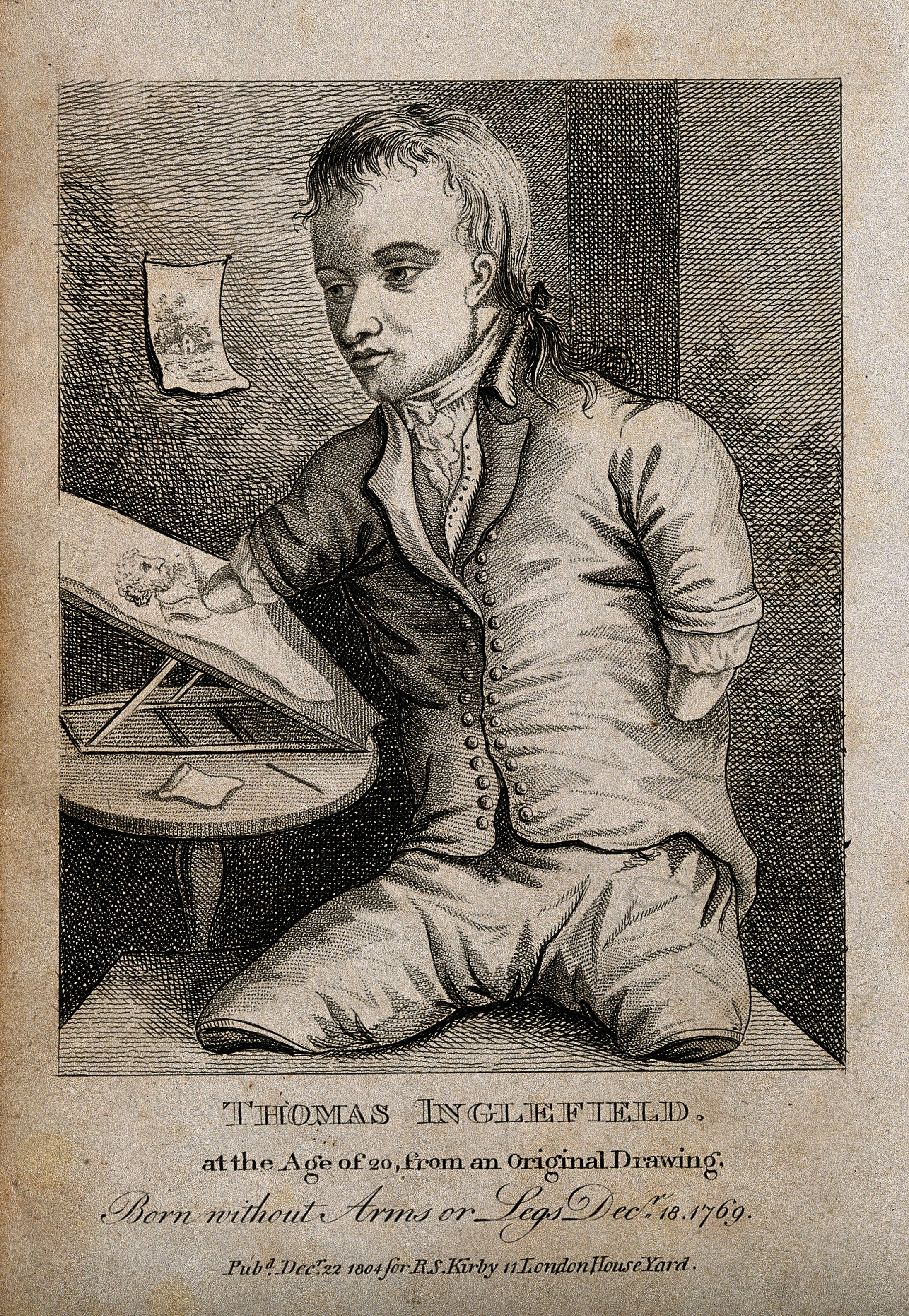
Thomas Inglefield, artiste né sans membres, ici représenté à l'âge de 20 ans, vers 1804

Elle est considérée comme rarissime. Chaque année, en France de 80 à 100 enfants naissent avec une malformation d'un ou plusieurs membres supérieurs ou inférieurs : bras, avant-bras, main, pied, tibia, péroné , etc. Selon Santé publique France, les agénésies des membres supérieurs « ont une incidence en France de 1,7 cas pour 10 000 naissances (+/-150 cas/an). 
En 2019, dans le cadre de l'Affaire des bébés nés sans bras, le registre des malformations en Rhône-Alpes (Remera) a lancé une alerte d'un agrégat possible de huit cas d'agénésies transverses isolées du membre supérieur (observées entre 2009 et 2014 dans un territoire de 17 km de rayon (979,8 km2) dans l'Ain). S'y s'ajouteront par la suite, cinq autres cas signalés sur la période 2006-2016. Un cluster détecté par le registre des malformations congénitales en Bretagne a été signalé, avec une série de quatre cas dans Guidel (village du Morbihan) entre 2011 et 2013 ;
Les types de malformations rencontrées sont les suivantes :
- agénésie ou amputation congénitale : absence de formation d'un membre au cours du développement embryonnaire ;
- phocomélie (seule l'extrémité du membre est formée) [15]
- dysmélie : malformation d'un ou plusieurs membres, due à un trouble de l'embryogenèse.

Elles concernent un ou plusieurs membres supérieurs ou inférieurs, et sont plus ou moins compensables par un appareillage orthopédique, dès l'enfance, pour par exemple permettre la préhension.
Dans de nombreux pays, l'absence ou le manque de registre de malformations congénitales et d'études écoépidémiologiques, associés à la rareté de la maladie rendent la recherche de causes difficiles. En France les premiers registres de malformations congénitales ont été mis en place dans le cadre du drame de la thalidomide (médicament du début des années 1960 utilisé contre les vomissements de la femme enceinte) qui s'est montré fortement tératogène et responsable en France de 5 000 à 6 000 phocomélies (agénésies normalement rarissime des membres supérieurs). Le médicament a été retiré de la vente pour cet usage mais est encore utilisé sous contrôle plus strict comme immunomodulateur et antitumoral.
Causes : elles semblent très rarement génétiques. Elles peuvent venir de contraintes mécaniques subies par l'embryon ou le fœtus lors de la grossesse ou d'éléments tératogènes (médicaments tératogènes), par exemple : Méthotrexate (Méthotrexate, Novatrex mutagène et tératogène chez l'Humain, alcool ), d'infections, de brides amniotiques in utero (filament fibreux capable de sectionner un membre de l'embryon) ou de raisons environnementales encore inconnues. Le centre de référence national français de l'agénésie est l'hôpital Saint-Maurice, en région parisienne. Le diabète pourrait être rarement en cause (effet tératogène rare).
Une étude conduite par Waller (2007) a porté sur 10249 femme ayant présenté 16 types de malformations fœtales, répertoriées dans 8 états des États-Unis d'octobre 1997 à décembre 2002 ; les enfants reconnus comme fortement suspects d'anomalies génétiques ou chromosomiques ont été exclus du panel d'étude. L'une des conclusions de cette étude était que l'obésité maternelle augmentait le risque d'agénésie des membres chez le fœtus mais parmi de nombreux autres risques de malformation ; l'étude ne dit pas si la cause est l'obésité ou un diabète de type II ou encore une substance qui dans l'environnement ou l'alimentation serait à la fois cause d'obésité et d'agénésie. 
Dysnet est le réseau européen qui rassemble les associations de personnes concernées par l'agénésie de membres et de dysmélie.
Le film Kenny, réalisé par Claude Gagnon, offre une illustration de la maladie à travers la vie de Kenny Easterday atteint d'agénésie des membres inférieurs.
De nombreux sportifs handisport sont atteints d'agénésie comme la skieuse Marie Bochet, championne olympique et du monde, la pongiste Audrey Le Morvan ou encore le navigateur Damien Seguin.

Grégory Cuilleron, cuisinier français, est agénésique.

Alexandre Philip, acteur et co-auteur de la série "Lazy Company", et personnage principal de la série "Vestiaire" est
atteint d'une agénésie des bras.

## Agénésie dentaire
Une agénésie dentaire est l'absence de formation d'une dent. La dent n'apparaîtra jamais en bouche et ne sera pas non plus visible à la radiographie. Le germe ne s'est pas formé. L'agénésie est uni- ou bilatérale. Elle concerne plutôt les dents permanentes et peut ou non être associée à une agénésie de dents temporaires. 

Dans le cas d'agénésie d'une prémolaire, la molaire temporaire correspondante peut rester en place durant plusieurs années.
Certaines agénésies sont plus fréquentes, avec par ordre décroissant :
- dents de sagesse (troisième molaire)
- incisives latérales supérieures. Elles peuvent aussi être "en grain de riz"
- prémolaires

Leurs causes restent mal connues. Plusieurs théories tentent de les expliquer :
- Évolution de l'espèce.
Hypothèse contestée : il y aurait une adaptation génétique à une nourriture de plus en plus molle, responsable de l'atrophie des mâchoires, par une réduction du nombre de dents. Les dents dites de fin de série (seconde incisive, seconde prémolaire, troisième molaire ou dent de sagesse) seraient ainsi appelées à disparaître. Cette théorie contredit fermement les connaissances que l'on a actuellement sur les mécanismes de l'évolution. L'évolution est basée sur le principe des mutations génétiques sélectionnées (naturellement ou artificiellement). L'homme moderne, en particulier dans les sociétés organisées, est soumis à une sélection quasiment neutre pour le régime alimentaire. Une disparition des dents ne peut donc absolument pas faire l'objet d'une sélection positive. Cette erreur couramment propagée se transpose aisément à la disparition prétendue des orteils ou de l'appendice.
- Syndrome héréditaire.
Certaines maladies génétiques s'accompagnent d'agénésies dentaires : dysplasie ectodermique, trisomie 21.
- Transmission génétique.
Certaines familles présentent des agénésies transgénérationnelles. L'agénésie de la même dent se retrouve chez des membres d'une même famille.
- Causes environnementales : des perturbations locales affectant le fœtus en formation (carences, perturbation ou choc émotionnel) pourraient être à l'origine de l'absence de formation du germe dentaire.

## Agénésie oculaire
Elle correspond à l'anophtalmie, ou absence de développement d'un ou des deux yeux. L'anophtalmie est une malformation rare dont on estime la prévalence à une naissance sur 100 000 en France. Elle correspond au degré le plus sévère de microphtalmie.
Cette malformation congénitale peut être isolée ou associée. Les causes ne sont pas toujours connues. Une mutation du gène Sox2, impliqué dans le développement de l'œil, peut en être à l'origine.
Une prise en charge esthétique est possible mais doit débuter très précocement en faisant intervenir des prothèses oculaires.

## Agénésie rénale
L’agénésie rénale correspond à un développement insuffisant du rein durant la vie fœtale. C’est donc une malformation rénale qui peut être unilatérale ou bilatérale. Dans ce dernier cas, la vie n'est pas possible à la naissance et d'autres organes sont affectés lors de leur développement. Par contre, si on naît avec un seul rein et qu'il se développe normalement, ce n'est pas considéré comme grave[pas clair].

### Séquence de Potter
En cas d'agénésie rénale bilatérale, on observe la séquence de Potter. Décrite par Edith Potter en 1946, la séquence de Potter est une série de malformations caractéristiques du nouveau-né à la suite d'un oligoamnios, c’est-à-dire une quantité insuffisante de liquide amniotique. Le liquide amniotique est essentiel au bon développement du foetus. En effet, le rein produit durant la vie fœtale une grande partie du liquide amniotique.
On observera :
- Un faciès caractéristique, comme affaissé : le nez est busqué, les oreilles aplaties (pavillon large et déformé), le menton reculé, des plis sous les yeux.
- Un pied bot, voire une sirénomélie (pieds de sirène).
- Une hypoplasie pulmonaire : les poumons ne se développent pas par manque d'inhalation du liquide amniotique. Le bébé meurt d'une insuffisance respiratoire dans les minutes qui suivent la naissance, avant l'insuffisance rénale.
- Un mauvais développement des membres : déformation des mains, dislocation des hanches.